# Пам'ятник Георгію Жукову (Харків)
Па́м'ятник Георгію Жукову — демонтований бюст-пам'ятник комуністичному партійному та військовому діячеві Георгію Жукову, встановлений у 1994 році на пр. Петра Григоренка, біля адміністрації Немишлянського району.
У 2012 році пам'ятник відреконструювали.
Пам'ятник неодноразово вимагали демонтувати представники громадськості, обливали фарбою та двічі зносили (5 травня 2018 та 2 червня 2019).
Наприкінці грудня 2019 року Мінкульт відмовився вносити погруддя Жукову до переліку пам'яток..

## Акції громадськості та вандалізм щодо погруддя
5 січня 2018 року його облили фарбою.
У квітні 2018 року харківські активісти були на особистому прийомі у голови Немишлянської районної адміністрації з проханням провести демонтаж, згідно закону про декомунізацію. У цьому проханні активістам було відмовлено.
У ніч з 5 на 6 травня 2018 року погруддя було повалено невідомими, проте вранці його вже відновили. Після цього поліція затримала двох осіб, яких згодом відпустили.
16 травня 2019 року активісти харківських патріотичних організації провели невелику акцію з вимогою демонтажу та почепили на постамент велику наліпку "Має бути демонтований в рамках декомунізації.
19 травня 2019 року біля погруддя було проведено акцію з вимогою його демонтажу, під час якої активісти поклали цеглу біля постаменту.
2 червня 2019 року активісти низки патріотичних організацій вдруге знесли погруддя Жукову та відбили літери з постаменту. Тоді ж було затримано активістку одного з патріотичних рухів Харкова, а згодом проведено обшуки у людей, яких поліція підозрює у поваленні погруддя.
18 червня 2019 року біля постаменту виник конфлікт між учасниками проросійського мітингу біля погруддя та патріотичними активістами.
11 липня 2019 року погруддя повернули на постамент, а 12 липня патріотична громадськість провела акцію протесту біля погруддя.
20 листопада 2019 року погруддя облили червоною фарбою.
19 травня 2020 року погруддя знову облили червоною фарбою.

## Демонтаж бюста
17 квітня 2022 року погруддя було вчергове знесене і вивезене у невідомому напрямку, ймовірно, військовими. На постаменті з'явився напис «Слава Україні».